# Zagórna
Zagórna – wieś w Polsce, położona w województwie wielkopolskim, w powiecie kaliskim, w gminie Brzeziny.
W latach 1975–1998 wieś administracyjnie należała do województwa kaliskiego.